# Prach Choun
Prach Choun (né en novembre 1936 à Samor, province de Takeo au Cambodge) est un conteur et musicien aveugle de chapey, forme artistique traditionnelle et populaire khmère.
Il instruit en usant des maximes et proverbes ancrés dans la terre khmère.

## Biographie
(janvier 2020).
- Novembre 1936 : Naissance à Samor (province de Takeo, Cambodge).
- 1943 : il a perdu la vue à l'âge de 7 ans à la suite d'une maladie.
- 1948 : il commence à apprendre le Chapey à l’âge de 12 ans.
- 1962 : Première participation au concours de Chapey. Il est classé numéro 1.
- 1975 - 1979 : Retourne vivre dans sa ville natale avec sa famille.
- Juin 1979 : il est convoqué par le nouveau gouvernement après la fin du régime de Pol Pot pour chanter à la radio nationale. Il est l'un des rares bardes survivants comme Kong Nay car ils sont tous deux aveugles.
- 1980 - 2001 : il travaille pour la radio nationale.
- 2003 : Premiers concerts en France, au festival Les Instants de Rezé.

## Citation
« On reconnaît un vrai maître au fait qu'il joue peu. »

— Prach Choun

## Discographie
- ចាប៉ីរឿង គុដវង្ស : The Story of Gudavong
- ចាប៉ីរឿងមហាឧបាសិកាវិសាខា : Chapey Neang Visakha
- ចាប៉ីរឿងអង្គុលីមាល៍ : Angulimala Story
- ចាប៉ីពុទ្ធប្បវត្តិ : The Life of the Buddha
- រឿងព្រះមហាមោគ្គលាន : Maha Moggallana